# Písečný přesyp u Píst
Písečný přesyp u Píst este o arie protejată (arie specială de conservare — SAC, sit de importanță comunitară — SCI) din Republica Cehă întinsă pe o suprafață de 3,64 ha, integral pe uscat.

## Localizare
Centrul sitului Písečný přesyp u Píst este situat la coordonatele 50°09′44″N 14°59′50″E / 50.162222°N 14.997222°E.

## Înființare
Situl Písečný přesyp u Píst a fost declarat sit de importanță comunitară în noiembrie 2009 pentru a proteja un număr necunoscut de specii din flora spontană și fauna sălbatică aflate în arealul zonei. Situl a fost protejat și ca arie specială de conservare în septembrie 2012.

## Biodiversitate
Situată în ecoregiunea continentală, aria protejată conține 1 habitat natural: Vegetație psamofilă uscată cu pășuni deschise de Corynephorus și Agrostis.
La baza desemnării sitului se află un număr nedeclarat de specii protejate.